# Том от Финландия
За едноименния биографичен игрален филм от 2017 г. вижте Том от Финландия (филм).
То̀уко Ва̀лио Ла̀аксонен (на фински: Touko Valio Laaksonen), по-познат като Том от Финландия (на английски: Tom of Finland), е финландски илюстратор, известен с хомоеротичните си рисунки и с влиянието си върху гей културата през втората половина на XX век. Наречен е „най-влиятелният създател на гей порнографски изображения“ от културния историк Джоузеф У. Слейд. В продължение на четири десетилетия Лааксонен създава над 3500 илюстрации, изобразяващи предимно мъже с пресилени първични и вторични полови белези и облечени в плътно прилепнали дрехи или полуголи.

## Ранен живот
Тоуко Лааксонен е роден на 8 май 1920 г. в семейството на Едвин и Суома Лааксонен (моминско име: Риталахти) в град Каарина (недалеч от град Турку) в югозападната част на Финландия. Има три сестри – Кайя, Хелю и Салме, и един брат – Пенти, като Пенти и Салме са от предишен брак на баща му. И двамата му родители са учители в гимназията в Каарина. Семейството му живее в жилищните помещения на училището и има лятна къща на остров Какскерта.
Лааксонен посещава училището в Турку, а на 19-годишна възраст през 1939 г. се премества да живее в Хелзинки, за да учи реклама. В свободното си време започва да рисува за собствено удоволствие еротични рисунки, основаващи се на снимки на мъже работници, които е виждал като малък. Първоначално пази рисунките си скрити, но впоследствие ги унищожава, когато започва да служи в армията. Финландия е въвлечена в Зимната война със СССР, а след това – и във Втората световна война, което довежда и до мобилизирането му през февруари 1940 г. във Финландската армия. Служи като офицер с ранг втори лейтенант в противовъздушния полк. За смелостта му му е връчен орденът „Кръст на свободата“.
Впоследствие приписва фетиша си към мъже в униформи на срещите с мъже в армейски униформи – особено на тези с войници от германския Вермахт, които по това време служат във Финландия. За рисунките си Том споделя в интервю: „В рисунките си не правя политически изявления, нито пък съм привърженик на каквато и да е идеология. Мисля единствено за самата картина. Цялата нацистка философия, расизма и всичко това намирам за противно, но въпреки това, разбира се, ги рисувах – техните униформи бяха най-секси!“. След края на войната през 1945 г. Лааксонен продължава висшето си образование.
Творбите на Лааксонен през този период – в сравнение с по-късни негови производения – са смятани за по-романтични и нежни, с „по-умерено представени черти и форми“. Изобразените на тях мъже са от средна класа – за разлика от моряците, мотористите, дърварите, строителните работници и други, които се свързват с представата за стереотипните свръхмъже от по-висшите обществени слоеве и които са част от по-късните му творби. Друга ключова разлика е липсата на драматични композиции, самоуверени пози, мускулести тела и „уединена екзотична среда“, които присъстват в по-нататъшните му илюстрации.

## Кариера
През 1956 г. Лааксонен праща свои рисунки до редакцията на американското списание „Физийк Пикторъл“. Публикувани са в пролетния брой от 1957 г. под псевдонима „Том“ заради приликата с името Тоуко. В зимния брой от същата година редакторът Боб Майзър измисля и прозвището „Том от Финландия“ (Tom of Finland) на същия принцип, на който измислят прозвищатата и на други илюстратори, пратили рисунките си до списанието. Една от творбите му в пролетния брой изобразява двама дървари на работа заедно с трети мъж, който ги наблюдава. Воден от схващането във финландската митология, че дърварите са олицетворение на силна мъжественост, Лааксонен облагодетелства и набляга на „хомоеротичната възможност […], като я вмества в гей контекст“ – стратегия, която прилага през цялата си кариера.
Годините след Втората световна война бележат възхода на мотористката култура като отхвърляща „преустройването и нормализирането на живота след войната чрез идеите си за конформистки и уреден начин на живот“. Мотористката субкултура е едновременно маргинална и противопоставяща се и придава на гейовете след войната стилизирана мъжественост, вдъхваща бунтарство и опасност. Това е в противовес на тогавашните преобладаващи стереотипи, че гейовете са женствени като във водевилите и филмите през първите години на кино индустрията. Лааксонен е повлиян от изображения на мотористи, както и от творби на Джордж Куейнтънс, Етиен и други, които споменава като свои предшественици, „разпространявани до гей читателите чрез списания за хомоеротична физика“ след 1950 г. Рисунките на Лааксонен, изобразяващи мотористи и облечени в кожени дрехи мъже, наблягат на дрехите от кожа и деним, които ги отличават от стандартната култура и които предполагат, че те са диви, с добра физика и независими. Рисунките на Лааксонен от това време може да се разглеждат като „обединяващи редица фактори, стилове и идеи, вече съществуващи в гей субкултурите от 50-те години“.

### Цензура в САЩ през 50-те и 60-те години на 20. век
Стилът и творбите на Лааксонен от края на 50-те и началото на 60-те години са повлияни отчасти от наложената цензура в САЩ, ограничаваща изобразяването на „явни хомосексуални действия“. Творбите му първоначално са причислени към жанра бийфкейк, бележещ началото си през 30-те години и изобразяващ предимно привлекателни и мускулести млади мъже, заели атлетични пози и изпълняващи физически упражнения. Първичният им пазар са гейовете, но поради консервативната и хомофобска социална култура за тогавашните времена гей порнографията е незаконна и подобни творби са представяни обикновено като свързани с фитнес и здраве. Често те са единствената връзка, която неразкрилите ориентацията си мъже имат по отношение на нея. По това време обаче Лааксонен изпълнява частни поръчки и създава много нецензурни творби, но без да ги издава.
През 1962 г. Върховният съд на САЩ постановява, че снимките на голи мъже не са неприлични в същността си. Списанията със софткор гей порнография и филмите с напълно голи модели започват да се нарояват и предлогът, че са предназначени за упражнения и фитнес, отпада с понижаването на контрола върху порнографията. Към края на 60-те години пазарът за бийфкейк списанията пропада. Лааксонен има възможността да публикува по-явните си хомосексуални творби. В тях той придава на образите си уголемени физически белези, предимно гениталиите и мускулите им. По същото време създава героя Каке, който присъства в много от следващите комикси и който за първи път се появява през 1968 г.

### 1970 – 1991 г.
С декриминализацията на мъжката голота гей порнографията става широко достъпна сред гей културите, а заедно с нея и творбите на Том от Финландия. До 1973 г. Лааксонен публикува еротични комикси, с което започва да си проправя път в света на изобразителното изкуство чрез изложби. През 1973 г. напуска работата си към международната рекламната агенция McCann-Erickson. „Оттогава живея облечен с дънки и се издържам с рисунките си“ – така той описва начина си на живот през този период.
Докъм средата на 70-те години набляга на фотореалистичния стил, с което прави рисунките си да изглеждат така, сякаш са заснети с фотоапарат. Много от тях му се основават на действителни снимки, но нито една от рисунките не е точно пресъздаване.
През 1979 г. Лааксонен създава компанията „Tom of Finland“ заедно с приятеля си и бизнесмен Дърк Дейнър, за да запази авторските права на творбите си, които дотогава са широко разпространявани по пиратски път. През 1984 г. е основана и едноименната фондация, чиято цел е събирането, запазването и правенето на изложби на хомоеротични творби на изкуството. Макар и сравнително успешен през този период, Лааксонен се гордее повече с фондацията на свое име. Целта на организацията се разширява до всякакъв тип еротични творби, спонсорирани конкурси и изложби и прави първи стъпки за създаването на музей на еротичното изкуство.
През 1988 г. Лааксонен е диагностициран с емфизема. Накрая болестта и лекарствата карат ръцете му да треперят, което довежда до това Лааксонен да започне да рисува с пастели вместо с моливи. Умира на 7 ноември 1991 г. вследствие на сърдечен пристъп, причинен от емфиземата.

## Личен живот
Стътник в живота на Лааксонен е танцьорът Вели Мякинен, наричан Нипа от приятелите си, с когото прекарва 28 години от живота си. Мякинен почива от рак на гръкляна през юли 1981 г.
Лааксонен така и не разкрива сексуалната си ориентация пред роднините си – с изключение на сестра си Кайя. Родът му не знае нищо за втората самоличност на Лааксонен като Том от Финландия преди смъртта му. Нипа се представя пред тях като негов съквартирант.
Лааксонен освен илюстратор е и талантлив музикант. Баща му е диригент на хор и през 40-те години Лааксонен учи музика в Академията „Сибелиус“ в Хелзинки. Пее бас в хора, а след войната работи като пианист в ресторант. През 1949 г. композира песен на име Vihmalintu по едноименното стихотворение на поетесата Айно Калас, изпълнена от хор „Кулкусет“, ръководен от баща му Едвин Лааксонен.
Лааксонен често пътува до САЩ заради работата си, но след внезапната смърт на Нипа започва да прекарва все повече време в Щатите. През последните си години Лааксонен прекарва зимите в Южна Калифорния. Племенникът му Тапани Винкала го описва като общителен, забавен и обичащ децата мъж, който на драго сърце се включва в детските игри. Лааксонен е познат на близките си също като стилно обличащ се човек и според него дрехите правят мъжа.

## Културно влияние

### Филми
През 1991 г. „Филмитакомо“ и Финландското обществено радио „Юле“ в копродукция създават документалния филм Daddy and the Muscle Academy: The Life and Art of Tom of Finland, режисиран от Илпо Похьола. Докъм края на 80-те години Том от Финландия е добре познат на гей общността, но „напомпаните и педантично изобразени с грамадни членове икони на мъжествеността“ достигат до широката публика, когато филмът (който включва стотици негови рисунки, както и интервюта с художника) излиза по кината във Финландия (където печели наградата „Юси“ през 1992 г.) и се пуска по филмови фестивали в цял свят.
През февруари 2017 г. във Финландия излиза филмът „Том от Финландия“, който е първият биографичен игрален филм, посветен на живота и творчеството на илюстратора.

### Пощенски марки
През септември 2014 г. финландските пощенски услуги, Itella Posti, пускат серия от три първокласни пощенски марки, изобразяващи рисунки на Лааксонен и във връзка с пускането на марките във Финландския музей на пощата са изложени някои от кореспонденциите на илюстратора. Две от марките представляват фрагменти от илюстрация на гол мъж, седнал между краката на друг мъж, облечен в полицейска униформа. Третата изобразява мъжко дупе с лице на друг мъж между бедрата. Серията надминава очакванията на Itella Posti и с предварителни поръчки от 178 страни това я прави най-продаваната серия в историята на Финландските пощенски услуги.